# Tickets
Tickets è un film del 2005 in tre episodi diretti rispettivamente da Ermanno Olmi, Abbas Kiarostami e Ken Loach, che hanno come filo comune un viaggio in treno.

## Trama
Tre episodi ambientali su treni italiani. Nel primo un anziano dirigente farmaceutico innamorato di una giovane collega (Olmi). Nel secondo un'anziana signora che vessa un giovane che presta servizio civile come suo accompagnatore (Kiarostami) Nel terzo tre tifosi scozzesi incontrano una famiglia albanese con cui hanno una disputa  (Loach).

## Riconoscimenti
Per questa pellicola Silvana De Santis ha ricevuto una candidatura come migliore attrice non protagonista ai Nastri d'argento 2006.